# Maurice Sendak
Maurice Bernard Sendak, född 10 juni 1928 i Brooklyn i New York, död 8 maj 2012 i Danbury i Connecticut, var en amerikansk barnboksförfattare. 
Maurice Sendak, som var av polsk-judisk härkomst, började sin bana som illustratör men tyckte inte att det räckte att enbart illustrera andras arbete utan började då även skriva böcker själv. Hans genombrott kom 1963 med Till vildingarnas land som kom att bli hans mest kända bok.  Boken filmatiserades 2009 och hade svensk biopremiär i januari året därpå. 
Han mottog en mängd prestigefyllda priser, däribland Laura Ingalls Wilder Medal år 1983 och Litteraturpriset till Astrid Lindgrens minne år 2003 (det sistnämnda tillsammans med Christine Nöstlinger). Den 10 juni 2013 förärades Maurice Sendak med en doodle på Googles hemsida i samband med sin 85-årsdag.